# Marga Carlier
Margaretha (Marga) Göbel-Carlier (Utrecht, 2 februari 1943 – De Steeg, 16 juli 2010) was een Nederlandse beeldhouwer.

## Leven en werk
Carlier was een dochter van het kunstenaarsechtpaar Henk Carlier (1911-1994) en Jo Mulder (1917-1972) en een tweelingzus van de schilderes Maria Carlier.
Ze werd opgeleid aan de Academie voor Beeldende Kunsten in Arnhem (1960-1965) bij Cephas Stauthamer en Piet Slegers en aan de Jan van Eyck Academie in Maastricht (1965-1969) bij Fred Carasso en Arthur Spronken. In 1968 ontving ze de prijs van de gemeente Sittard. Carlier werkte als zelfstandig beeldhouwer en maakte beelden en kleinplastiek in brons, hout en keramiek. Ze exposeerde diverse keren, onder meer in duo-exposities met haar man en zus. Met Maria maakte zij in de jaren zeventig ook poppen van de Zangeres Zonder Naam en Vader & Zoon voor Madame Tussauds. Carlier leerde haar man Henk Göbel (1941-2010) aan de academie in Arnhem kennen. Ze maakten samen meerdere beelden die in de openbare ruimte werden geplaatst. Hun laatste gezamenlijk werk, een buste van Winnetou (2003), werd in 2013 gestolen.
Carlier overleed in 2010, op 67-jarige leeftijd.

## Werken (selectie)
Solo
- De vrouw (1977), Roosendaal
- Vrouw met bloem (1982), Velp
- Vogels (1985), Velp
- Totempaal (1998), Dieren

Met Henk Göbel
- Rollend paard (1985), Laag-Soeren
- De hoefsmid (1986), Wijchen
- Fokhengst Amor (1989), Heelweg
- De vreugde van de oogst (1991), Lienden
- Poortwachter (1992), Huissen
- Winnetou (2003), Ruurlo

## Afbeeldingen

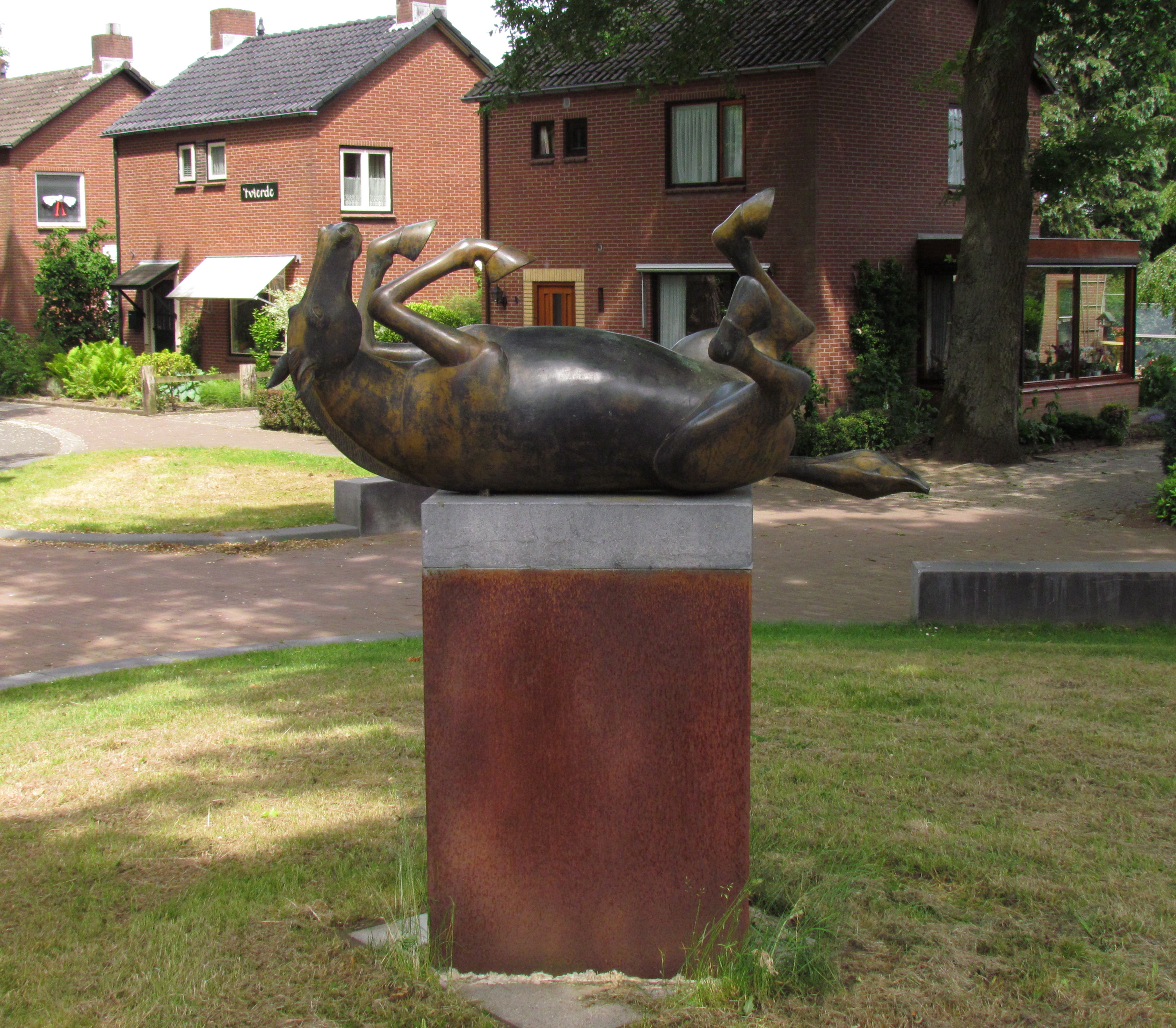
Rollend paard (1985), Laag-Soeren
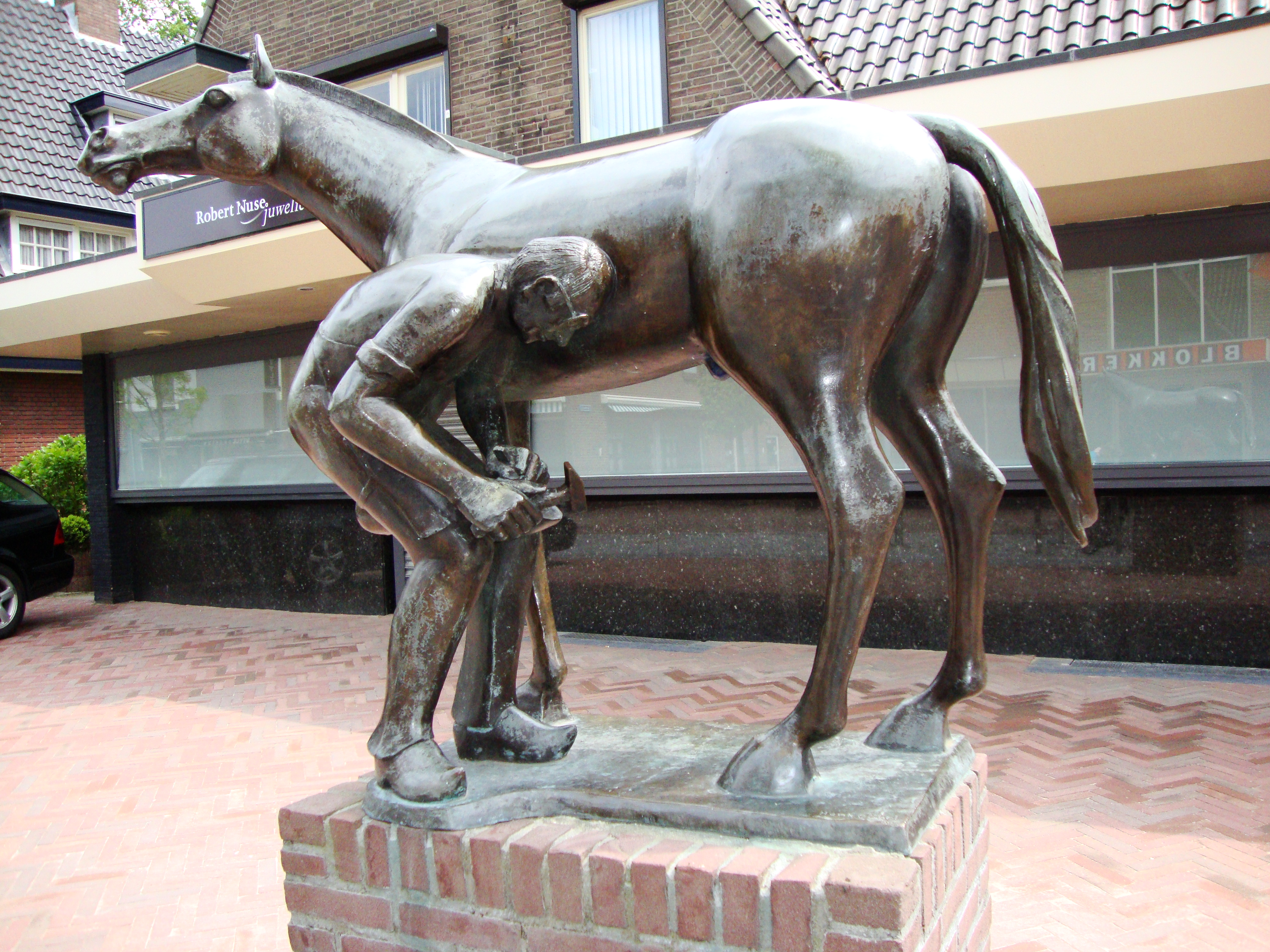
De hoefsmid (1986), Wijchen

- RKD-Nederlands Instituut voor Kunstgeschiedenis: 15382
- Virtual International Authority File: 485167202665467930009